# Alberto Pellegrino
Alberto Pellegrino (20 de mayo de 1930-9 de marzo de 1996) fue un deportista italiano que compitió en esgrima, especialista en las modalidades de florete y espada.
Participó en tres Juegos Olímpicos de Verano entre los años 1956 y 1964, obteniendo en total cuatro medallas: oro en Melbourne 1956, oro y plata en Roma 1960 y plata en Tokio 1964. Ganó cinco medallas en el Campeonato Mundial de Esgrima entre los años 1955 y 1958.

## Palmarés internacional
| Juegos Olímpicos   | Juegos Olímpicos            | Juegos Olímpicos  | Juegos Olímpicos    |
| Año                | Lugar                       | Medalla           | Prueba              |
| ------------------ | --------------------------- | ----------------- | ------------------- |
| 1956               | Melbourne (Australia)       | Medalla de oro    | Espada por equipos  |
| 1960               | Roma (Italia)               | Medalla de oro    | Espada por equipos  |
| 1960               | Roma (Italia)               | Medalla de plata  | Florete por equipos |
| 1964               | Tokio (Japón)               | Medalla de plata  | Espada por equipos  |
| Campeonato Mundial |                             |                   |                     |
| Año                | Lugar                       | Medalla           | Prueba              |
| 1955               | Roma (Italia)               | Medalla de oro    | Espada por equipos  |
| 1957               | París (Francia)             | Medalla de oro    | Espada por equipos  |
| 1957               | París (Francia)             | Medalla de bronce | Florete por equipos |
| 1958               | Filadelfia (Estados Unidos) | Medalla de oro    | Espada por equipos  |
| 1958               | Filadelfia (Estados Unidos) | Medalla de bronce | Florete por equipos |